# Torre Prourban

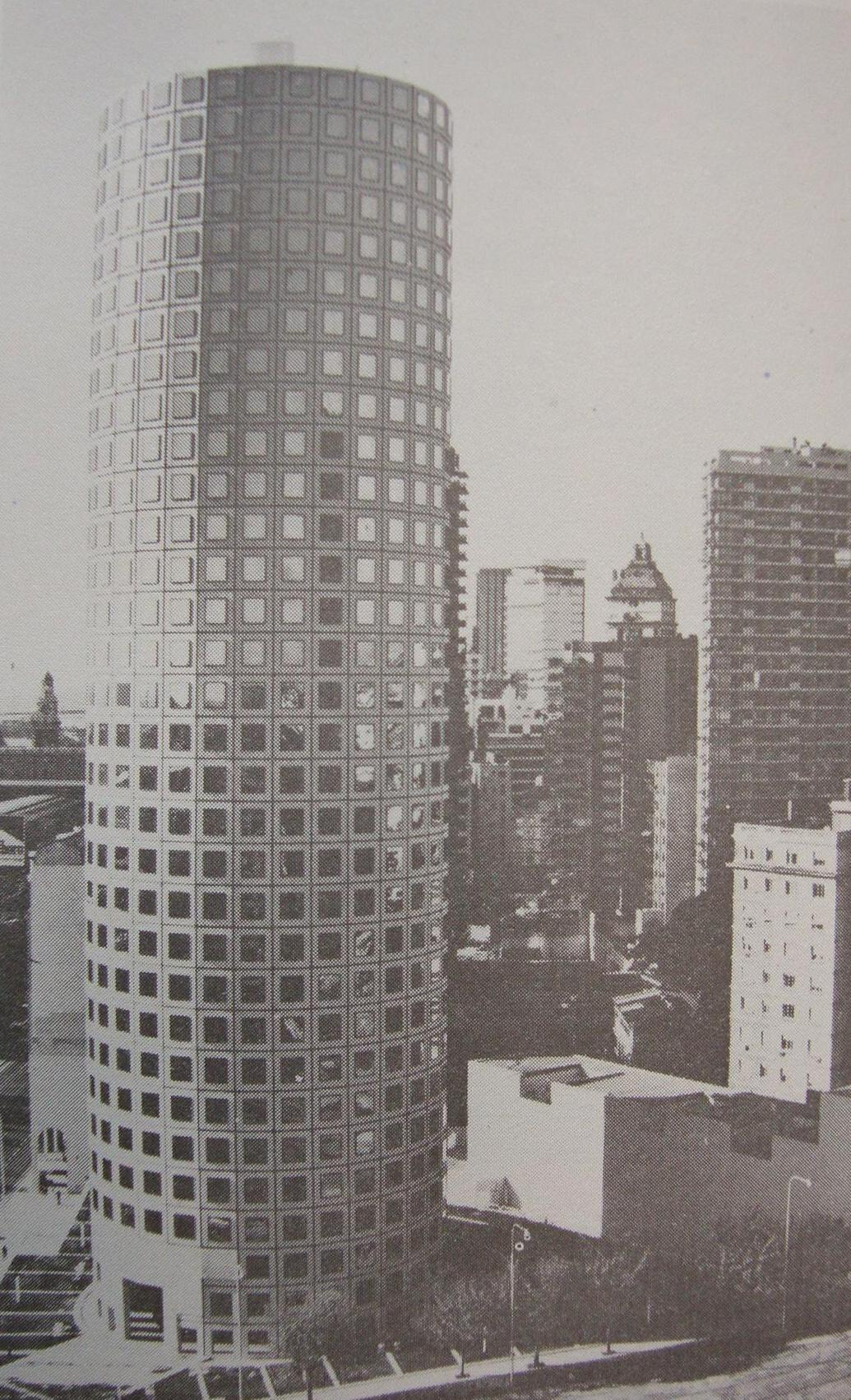
El Prourban en 1984

La Torre Prourban es un edificio de oficinas que se encuentra en el extremo norte de la Avenida 9 de Julio, junto a la Avenida del Libertador. Está en el barrio de Retiro, en la ciudad de Buenos Aires, Argentina. Fue uno de los edificios emblemáticos de la ciudad a comienzos de la década de 1980, por su inconfundible silueta cilíndrica que le valió el apodo de El Rulero.

## Historia
Durante la década de 1970 se desarrollaron numerosos proyectos inmobiliarios en la ciudad de Buenos Aires. La apertura económica generada por la política del ministro de la dictadura José Martínez de Hoz facilitó la llegada de inversiones extranjeras, y una importante renovación que permitió desarrollar el complejo de Catalinas Norte, un denso frente de edificios de oficinas sobre la Avenida Leandro N. Alem y el surgimiento de proyectos sobre el eje de Avenida del Libertador que se consolidaría en la siguiente década.
Durante el gobierno militar, el empresario de la construcción Franco Macri fue adquiriendo mayor importancia y creciendo, realizando importantes trabajos para el Estado y emprendimientos privados con su constructora SIDECO y su desarrolladora de proyectos Creaurban.
A fines de los años '70, Creaurban adquirió un terreno en Avenida del Libertador en su esquina con la calle Carlos Pellegrini, por donde se estaba terminando la extensión de la inconclusa Avenida 9 de Julio. Encargó en 1978 al estudio de Flora Manteola, Javier Sánchez Gómez, Josefa Santos, Justo Solsona y Rafael Viñoly que con Carlos Salaberry como arquitecto asociado, diseñó un edificio de planta circular. El detalle de estructuras de volumen cilíndrico ya había sido usado por M/SG/S/S/V, por ejemplo en los cuerpos centrales de los bloques del Conjunto Piedrabuena. Años después, resurgirían en el proyecto de las Torres Mulieris de Puerto Madero.
Las obras estuvieron a cargo de las empresas constructoras Eugenio Grassetto S.A. y SIDECO Americana S.A., y transcurrieron entre los años 1979 y 1983. Para ese momento, la Avenida 9 de Julio ya estaba terminada, y el Edificio Prourban pudo coronar su extremo norte, junto al Edificio Chacofi II (arquitectos: Lier y Tonconogy).
En 1986, la empresa automotriz Sevel, también propiedad de Franco Macri, instaló en el remate de la torre la publicidad más alta de ese momento en la Argentina, siendo también la de mayor superficie hasta ese momento. Se trataba de una estructura de perfiles de hierro y chapa, iluminada por neón, que mostraba los logos de las marcas Fiat y Peugeot, fabricadas por Sevel en Argentina. Años más tarde, el mismo lugar lucía un cartel de la marca Chrysler, luego fue de CTI Móvil, posteriormente de Claro, Tarjeta Naranja y actualmente posee un moderno cartel Led publicitario de la firma INVERTIR EN BOLSA, la cual se encuentra con sus oficinas dentro del edificio.
Según una encuesta realizada por el diario Clarín en 2013, fue elegido como uno de los edificios más feos de Buenos Aires.

## Descripción

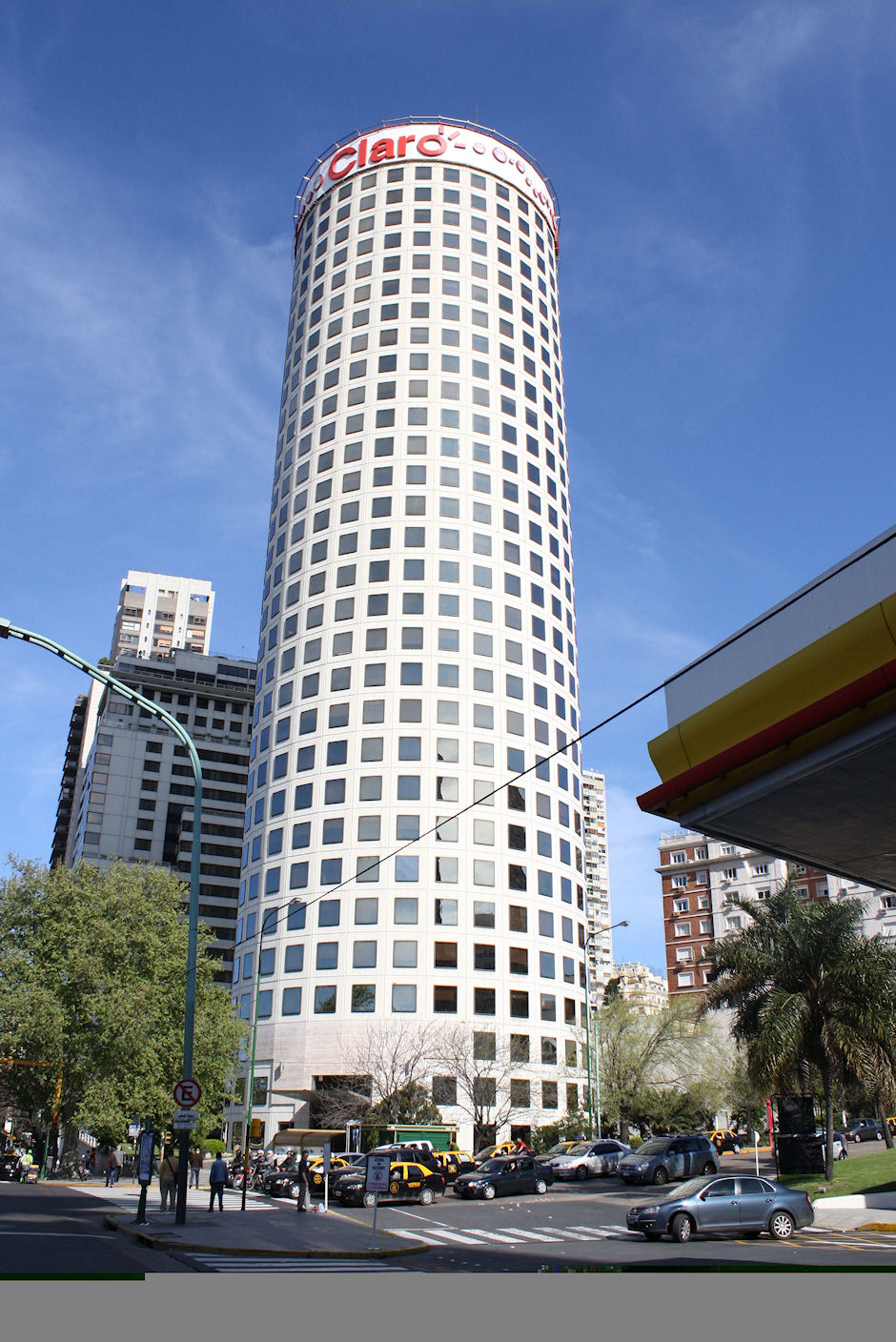
Vista desde la base.

El edificio se destaca especialmente por su volumen cilíndrico sólido, totalmente cubierto por ventanas vidriadas cuadradas y pequeñas que le dan un aspecto que recuerda a un rulero, como lo caricaturizaron algunos dibujantes.
Se levantó sobre un terreno con ubicación privilegiada, en una zona que aún no estaba desarrollada en altura, y que en los años siguientes creció con la construcción del Hotel Emperador y varias torres de vivienda y oficinas.
Gracias a su altura, el edificio con perímetro libre ocupó solo una pequeña parte del terreno, que posee 70 metros de frente sobre cada una de las arterias viales y una pendiente que acompaña la bajada de la Avenida 9 de Julio, donde luego se construiría el puente de la Autopista Arturo U. Illia.
La fachada consiste en la estructura de hormigón opaco (aunque en un primer momento se barajó la utilización de un muro cortina vidriado para la misma), moldeado con estructuras metálicas que dejaron buñas horizontales y verticales, con vidrios cuadrados de 2 metros de lado, que sobresalen del plano de la fachada. 
El pórtico de acceso fue revestido en granito, y lleva a un gran hall principal de 10 metros de altura con pisos de lajas de San Luis, paredes revestidas en fajas radiales de mármol blanco y parámetros de travertino, luego del cual comienza el primer nivel de oficinas. Del hall se accede a dos paliers que llevan a los 8 ascensores computarizados en batería. En total son 27 pisos destinados a oficinas, con el núcleo de servicios (ascensores, escalera) ubicado en el centro y la planta útil en el perímetro.
Los niveles del edificio están distribuidos de la siguiente manera: tres subsuelos de cocheras y salas de máquinas, la transición de planta baja y dos pisos que acompañan al hall de triple altura y 29 pisos altos, siendo los últimos destinados a tanque de agua y sala de máquinas.